# Арина Сабаленка
Арина Сергеевна Сабаленка (на беларуски: Арына Сяргееўна Сабаленка) е беларуска професионална тенисистка. Тя е бивша №1 в света както на сингъл, така и на двойки от Женската тенис асоциация (WTA). Сабаленка печели две титли от Големия шлем на сингъл на Откритото първенство на Австралия през 2023 и 2024 г. и две титли на двойки на Откритото първенство на САЩ през 2019 г. и на Откритото първенство на Австралия през 2021 г., като и на двата шампионата си партнира с Елиз Мертенс. Сабаленка има общо 20 титли в кариерата си, 14 на сингъл и 6 на двойки.

## Биография
Сабаленка е родена на 5 май 1998 г. в Минск, столицата на Беларус. Баща ѝ Сергей (починал през 2019 г.) е хокеист. Сабаленка започва да играе тенис случайно, като от 2014 г. тренира в Националната тенис академия в Минск. През 2015 г. Беларуската федерация по тенис убеждава Сабаленка и нейния екип да се съсредоточат върху участието в професионални събития от ниско ниво вместо турнири за юноши, въпреки че по това време тя все още има право да се състезава на ниво юноши.
Сабаленка започва да играе в турнирите за жени на Международната тенис федерация през 2012 г., макар преди това да се състезава на ITF Junior Circuit. Първите пет турнира, в които се състезава, са в продължение на две години и се провеждат в родния ѝ град Минск, но тя не печели мач от основната схема в нито един от тях. Първия си професионален мач Сабаленка печели в самия край на 2014 г. в Истанбул. През следващия сезон през октомври тя печели първите си две титли в последователни седмици в Анталия, и двете на ниво 10 хиляди щатски долара. Сабаленка печели и титла с награден фонд 25 хиляди щатски долара през последната седмица на 2015 г. Тази титла я поставя в топ 300 на ранглистата на WTA за първи път в началото на 2016 г. Същата година тя прави своя дебют за Фед Къп през април, като губи един-единствен мач. Печели и двете си най-големи титли до момента с награден фонд 50 хиляди щатски долара. Първият в Тяншан я поставя в топ 200 през май, а вторият в Тойта през ноември ѝ помага да завърши годината под номер 137 в света.
Сабаленка е сравнително неизвестна до 2017 г., когато извежда отбора на Беларус за Фед Къп до второ място с Александра Саснович като неин партньор, въпреки че и двете тенисистки са извън топ 75 по това време. Сабаленка завършва както 2018 г., така и 2019 г. под номер 11 в света на сингъл. След два полуфинала на сингъл през 2021 г. Сабаленка достига номер 2 в световната ранглиста. През 2023 г. тя печели първата си титла на сингъл на Откритото първенство на Австралия, достига до полуфиналите и на четирите големи турнира (включително завършва като подгласничка на Откритото първенство на САЩ) и достига номер 1 в световната ранглиста, като е обявена за световен шампион на ITF за сезона.
Сабаленка започва да играе редовно на двойки през 2019 г. с Елиз Мертенс като неин партньор. Тя завършва Съншайн Дабъл, като печели двата задължителни турнира през март – Индиън Уелс Оупън и Маями Оупън. След титлата на двойки на Откритото първенство на САЩ по-късно през годината тя се класира за първи път и за финалите на WTA. С титлата на двойки на Откритото първенство на Австралия през 2021 г. става №1 в света в дисциплината.
Сабаленка има много агресивен стил на игра, като често натрупва голям брой уинъри и непредизвикани грешки. С нейната височина тя също има много мощен сервис.